# 1158 w polityce

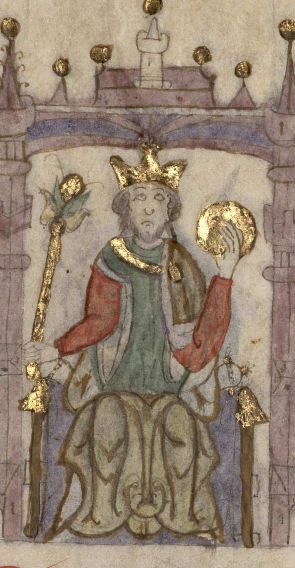
Sancho III Upragniony

Wydarzenia polityczne w 1158 roku.

## Wydarzenia
- Druga wyprawa Fryderyka Rudobrodego do Włoch[1][2].
- Władysław II Przemyślida królem[1][3].

## Zmarli
- 31 sierpnia Sancho III Upragniony, król Kastylii[4].